# 47.º governo da Monarquia Constitucional
O 47.º governo da Monarquia Constitucional, 9.º governo do Rotativismo, e do 22.º desde a Regeneração, nomeado a 22 de fevereiro de 1893 e exonerado a 7 de fevereiro de 1897, foi presidido por Ernesto Hintze Ribeiro. 
A sua constituição era a seguinte:
| Cargo                                                                                 | Detentor | Detentor                                      | Período                                          |
| ------------------------------------------------------------------------------------- | -------- | --------------------------------------------- | ------------------------------------------------ |
| Presidente do Conselho de Ministros                                                   |          | Ernesto Hintze Ribeiro (1849–1907)            | 22 de fevereiro de 1893 a 7 de fevereiro de 1897 |
| Ministro e Secretário de Estado dos Negócios do Reino                                 |          | João Franco (1855–1929)                       | 22 de fevereiro de 1893 a 7 de fevereiro de 1897 |
| Ministro e Secretário de Estado dos Negócios Eclesiásticos e de Justiça               |          | António de Azevedo Castelo Branco (1942–1916) | 22 de fevereiro de 1893 a 7 de fevereiro de 1897 |
| Ministro e Secretário de Estado dos Negócios da Fazenda                               |          | Augusto Fuschini (1843–1911)                  | 22 de fevereiro de 1893 a 20 de dezembro de 1893 |
| Ministro e Secretário de Estado dos Negócios da Fazenda                               |          | Ernesto Hintze Ribeiro (1849–1907)            | 20 de dezembro de 1893 a 7 de fevereiro de 1897  |
| Ministro e Secretário de Estado dos Negócios da Guerra                                |          | Luís Augusto Pimentel Pinto (1843–1913)       | 22 de fevereiro de 1893 a 7 de abril de 1896     |
| Ministro e Secretário de Estado dos Negócios da Guerra                                |          | José Estêvão de Morais Sarmento (1843–1930)   | 7 de abril de 1896 a 7 de fevereiro de 1897      |
| Ministro e Secretário de Estado dos Negócios da Marinha e Ultramar                    |          | João António das Neves Ferreira (1846–1902)   | 22 de fevereiro de 1893 a 16 de janeiro de 1895  |
| Ministro e Secretário de Estado dos Negócios da Marinha e Ultramar                    |          | José Bento Ferreira de Almeida (1847–1902)    | 16 de janeiro de 1895 a 26 de novembro de 1895   |
| Ministro e Secretário de Estado dos Negócios da Marinha e Ultramar                    |          | Jacinto Cândido (1857–1926)                   | 26 de novembro de 1895 a 7 de fevereiro de 1897  |
| Ministro e Secretário de Estado dos Negócios Estrangeiros                             |          | Ernesto Hintze Ribeiro (1849–1907)            | 22 de fevereiro de 1893 a 20 de dezembro de 1893 |
| Ministro e Secretário de Estado dos Negócios Estrangeiros                             |          | Frederico Arouca (1846–1902)                  | 20 de dezembro de 1893 a 14 de março de 1894     |
| Ministro e Secretário de Estado dos Negócios Estrangeiros                             |          | Ernesto Hintze Ribeiro (interino) (1849–1907) | 14 de março de 1894 a 1 de setembro de 1894      |
| Ministro e Secretário de Estado dos Negócios Estrangeiros                             |          | Carlos Lobo de Ávila (1860–1895)              | 1 de setembro de 1894 a 9 de setembro de 1895    |
| Ministro e Secretário de Estado dos Negócios Estrangeiros                             |          | Cargo vago                                    | 9 de setembro de 1895 a 10 de setembro de 1895   |
| Ministro e Secretário de Estado dos Negócios Estrangeiros                             |          | Ernesto Hintze Ribeiro (interino) (1849–1907) | 10 de setembro de 1895 a 20 de setembro de 1895  |
| Ministro e Secretário de Estado dos Negócios Estrangeiros                             |          | Luís Pinto de Soveral (1851–1922)             | 20 de setembro de 1895 a 7 de fevereiro de 1897  |
| Ministro e Secretário de Estado dos Negócios das Obras Públicas, Comércio e Indústria |          | Bernardino Machado (1851–1944)                | 22 de fevereiro de 1893 a 20 de dezembro de 1893 |
| Ministro e Secretário de Estado dos Negócios das Obras Públicas, Comércio e Indústria |          | Carlos Lobo de Ávila (1860–1895)              | 20 de dezembro de 1893 a 1 de setembro de 1894   |
| Ministro e Secretário de Estado dos Negócios das Obras Públicas, Comércio e Indústria |          | Artur de Campos Henriques (1852–1922)         | 1 de setembro de 1894 a 7 de fevereiro de 1897   |